# Jugoszláv labdarúgó-válogatott
A Jugoszláv labdarúgó-válogatott a Jugoszláv Királyság (1918–1941, 1929-ig a Szerb-Horvát-Szlovén Királyság), és Jugoszláv Szocialista Szövetségi Köztársaság (1945–1991) nemzeti csapata volt, amelyet a Jugoszláv labdarúgó-szövetség (szerbül: Фудбалски Савез Југославије vagy Fudbalski Savez Jugoslavije) irányított.
1992-ben a Délszláv háború idején kizárták valamennyi versenysorozatból, az ország pedig felbomlott. 1994-ben a kizárást feloldották és megalakult a Szerbia és Montenegró-i labdarúgó-válogatott (ekkor még a Jugoszláv Szövetségi Köztársaság válogatottjaként).
A Jugoszláv labdarúgó-válogatott eredményeinek egyedüli jogutódja a Szerb labdarúgó-válogatott.

## A válogatott története
Az első nemzeti csapatot a két világháború között hozták létre. A Szerb-Horvát-Szlovén Királyságon belül 1919-ben, Zágrábban megalakult a Jugoszláv labdarúgó-szövetség (Jugoslovenski nogometni savez) néven és rögtön tagja lett a FIFA-nak. Az első hivatalos mérkőzésüket az 1920. évi nyári olimpiai játékokon játszották Antwerpenben, az ellenfél Csehszlovákia volt (0–7).

### 1930-as világbajnokság

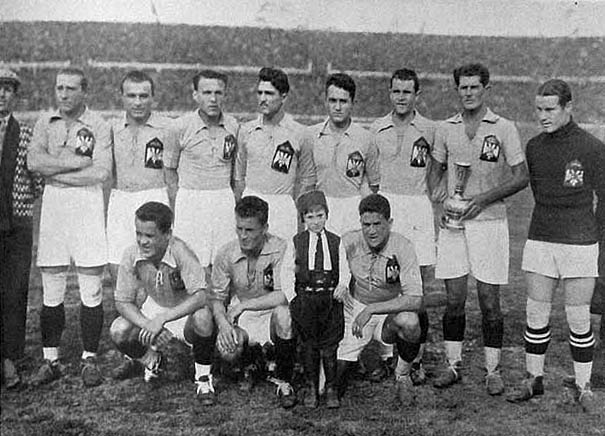
Jugoszlávia válogatottja az 1930-as labdarúgó-világbajnokságon.

1929-ben az országot Jugoszláviára nevezték át, így a labdarúgó-szövetség is új nevet kapott: Fudbalski Savez Jugoslavije. Az új székhelye Belgrád lett. Részt vettek a történelem legelső labdarúgó-világbajnokságán, ahol a negyedik helyen végeztek. A csoportban 2–1-re legyőzték Brazíliát.

### 1948. évi nyári olimpiai játékok
Az 1948. évi nyári olimpiai játékokon Luxemburg 6–1-es legyőzésével nyitottak. A negyeddöntőben Törökországot, az elődöntőben pedig Nagy-Britanniát győzték le egyaránt 3–1-re. A döntőben Svédország ellen 3–1-es vereséget szenvedtek, így ezüstérmet szereztek.

### 1950–1968
A sikeres 1948-as olimpiát követően kijutottak az 1950-es világbajnokságra. A tornát Svájc 3–0-s és Mexikó 4–1-es legyőzésével kezdték, de a Brazíliától elszenvedett 2–0-s vereség miatt csak a második helyen végeztek a csoportban és nem jutottak tovább. Ez volt az egyetlen világbajnokság, amikor a négy csoportgyőztes körmérkőzéses rendszerben döntötte el a világbajnoki cím sorsát.
Helsinkiben az 1952. évi nyári olimpiai játékokon sorban aratták a győzelmeket. (India 10–1, Szovjetunió 5–5 (hosszabbítás után), 3–1 (megismételt mérkőzésen), Dánia 5–3, NSZK 3–1). A döntőben a korszak egyik legerősebb válogatottjával Magyarországgal, az Aranycsapattal találkoztak és 2–0-s vereséget szenvedtek.
Az 1954-es világbajnokság csoportkörében 1–0-ra verték Franciaországot, Brazília ellen pedig hosszabbítás után játszottak 1–1-et. A negyeddöntőben az NSZK-tól kaptak ki 2–0 arányban.
Melbourne-ben az 1956. évi nyári olimpiai játékokon zsinórban a harmadik ezüstérmüket szerezték, miután a Szovjetuniótól 1–0-ra kikaptak a döntőben.
Az 1958-as világbajnokságon Skóciával (1–1), Franciaországgal (3–2) és Paraguayjal (3–3) kerültek egy csoportba. A negyeddöntőben –akárcsak négy éve– az NSZK-tól kaptak ki 1–0-ra.
Az 1960-as év a jugoszláv válogatott történetének legsikeresebb éve volt. Az első ízben megrendezett Európa-bajnokságon (akkori nevén: Európai nemzetek kupája) fordulatos mérkőzésen 5–4-re legyőzték a házigazda Franciaországot és bejutottak a döntőbe. A Szovjetunió ellen Milan Galić góljával ugyan megszerezték a vezetés, de végül hosszabbítás után 2–1 arányban alulmaradtak. Az 1960-as római olimpián megszerezték az aranyérmet, miután a döntőben 3–1-re legyőzték Dániát.
Az 1962-es chilei világbajnokságon a Szovjetunió ellen egy 2–0-s vereséggel nyitottak. Uruguayt 3–1-re, Kolumbiát 5–0-ra verték. A negyeddöntőben immáron harmadik alkalommal is az NSZK ellen kellett pályára lépniük. Korábban kétszer is vesztesként jöttek ki a párharcból, de ezúttal a jugoszlávok győztek 1–0 arányban. Az elődöntőben Csehszlovákia 3–1-gyel bizonyult jobbnak, így Jugoszlávia számára maradt a bronzmérkőzés, melyet a házigazda Chile ellen 1–0-ra elveszítettek.
Az 1968-as Európa-bajnokság elődöntőjében Dragan Džajić góljával 1–0-ra verték Angliát. A döntőben Olaszország ellen hosszabbítást követően 1–1-es döntetlen született. A szabályok értelmében újrajátszották a találkozót, melyet az olaszok nyertek 2–0-ra, így ők lettek az Európa-bajnokok.
Az 1964-es Európa-bajnokságra, illetve az 1966-os és 1970-es világbajnokságra nem jutottak ki.

### 1970–1990

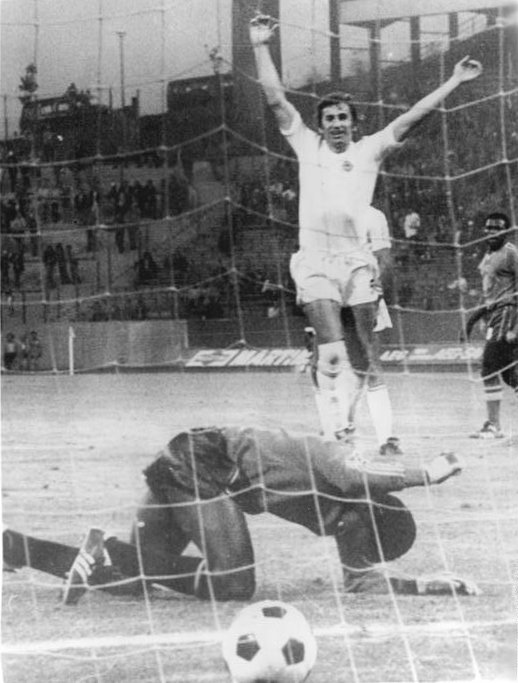
Josip Katalinski gólöröme Zaire ellen 1974-ben.

Az 1972-es Európa-bajnokságról lemaradtak, de kijutottak az 1974-es világbajnokságra. A tornán Brazília ellen kezdtek egy 0–0-s döntetlennel. Zairét 9–0-ra verték, amely a világbajnokságok történetének egyik legnagyobb arányú győzelme. Skóciával a harmadik mérkőzésükön 1–1-es döntetlent játszottak. A második csoportkörben az NSZK-tól 2–0-ra, Lengyelországtól és Svédországtól egyaránt 2–1-re kaptak ki.
Jugoszlávia volt az 1976-os Európa-bajnokság házigazdája. A négycsapatos torna elődöntőjében az NSZK (2–4), a bronzmérkőzésen pedig Hollandia (2–3) ellen szenvedtek vereséget hosszabbítás után, így a negyedik helyen zártak. Az 1978-as világbajnokságra és az 1980-as Európa-bajnokságra nem sikerült kijutniuk.
Az 1982-es világbajnokságon Észak-Írország elleni 0–0, a Spanyolországtól elszenvedett 2–1-es vereség és Honduras 1–0-s legyőzése csak a csoport harmadik helyére volt elegendő, így már a csoportkör után kiestek.
Az 1984-es Európa-bajnokságot három vereséggel zárták: Belgium (0–2), Dánia (0–5), Franciaország (2–3). Ez volt az utolsó Európa-bajnokság, melyen a jugoszláv válogatott részt vett.
Az 1986-os világbajnokság és az 1988-as Európa-bajnokság sikertelen selejtezői után az 1990-es világbajnokságra kijutottak. A sikeres szereplésre bizakodást adott az 1987-ben ifjúsági világbajnoki címet szerző válogatott, melynek tagjai közül többen is részt vettek az olaszországi tornán. A vb-t az NSZK elleni 4–1-es vereséggel kezdték. Kolumbiát 1–0-ra, az Egyesült Arab Emírségeket pedig 4–1-re győzték le. A nyolcaddöntőben Spanyolországot hosszabbításban 2–1-re verték. A negyeddöntőben Argentína ellen a rendes játékidőt és a hosszabbítást követően 0–0-ra végeztek, a büntetőpárbajban 3–2 arányban alulmaradtak és kiestek. Mint utólag kiderült ez volt a jugoszláv labdarúgó-válogatott utolsó mérkőzése rangos nemzetközi tornán.

### Kizárás (1992) és bojkott
1990-ben Jugoszláviában kirobbantak a térségben évszázadok óta feszülő ellentétek, és Jugoszlávia erőszakos körülmények között több független államra esett szét. Kezdetét vette a délszláv háború. Az 1992-es Európa-bajnokságra ugyan még kijutottak, de egy ENSZ határozat értelmében kizárták őket a versenysorozatból. Érdekesség, hogy a helyükön induló Dánia, később megnyerte az Európa-bajnokságot.
Jugoszlávia az utolsó válogatott mérkőzését 1992 tavaszán Hollandia ellen játszotta. Még korábban elkészítették az 1994-es világbajnokság selejtezőcsoportjait, amelyben az 5. csoportba kerültek a sorsolást követően, de az Egyesült Nemzetek szankciói miatt az utódállam: a Jugoszláv Szövetségi Köztársaság válogatottja nem vehetett részt a kvalifikációban.

### Felbomlás
Miután Jugoszlávia felbomlott, csak Montenegró és Szerbia maradt az egykori államból. Megalakult a Szerbia és Montenegró-i labdarúgó-válogatott, amely egészen 2003-ig Jugoszlávia néven szerepelt a különböző versenysorozatokban, ekkor nevezték át Szerbia és Montenegróra.
Az utódállamok a következők:
- Bosznia-hercegovinai labdarúgó-válogatott (tagja az UEFA-nak, 1998 és a FIFA-nak, 1996 óta)
- Horvát labdarúgó-válogatott (tagja az UEFA-nak, 1993 és a FIFA-nak, 1992 óta)
- Macedón labdarúgó-válogatott (tagja az UEFA-nak és a FIFA-nak 1994 óta)
- Szlovén labdarúgó-válogatott (tagja az UEFA-nak és a FIFA-nak 1992 óta)
- Szerbia és Montenegró-i labdarúgó-válogatott, (A jugoszláv válogatott jogutódja) később
  - Montenegrói labdarúgó-válogatott (tagja az UEFA-nak és a FIFA-nak 2006 óta)
  - Szerb labdarúgó-válogatott (A Szerbia és Montenegró-i válogatott jogutódja)
  - Koszovói labdarúgó-válogatott (tagja az UEFA-nak és a FIFA-nak 2016 óta)

## Nemzetközi eredmények
Világbajnokság
- Bronzérmes (1): 1930

 Európa-bajnokság
- Ezüstérmes (2): 1960, 1968

 Olimpiai játékok
- Aranyérmes (1): 1960
- Ezüstérmes (3): 1948, 1952, 1956
- Bronzérmes (1): 1984

Balkán-bajnokság
- Aranyérmes (2): 1934–35, 1935
- Ezüstérmes (6): 1929–31, 1932, 1933, 1946, 1947, 1977–80
- Bronzérmes (1): 1931

### Világbajnoki és Európa-bajnoki szereplés
| Év       | Eredmény                | Hely                    | M                       | Gy                      | D*                      | V                       | Rg                      | Kg                      |
| -------- | ----------------------- | ----------------------- | ----------------------- | ----------------------- | ----------------------- | ----------------------- | ----------------------- | ----------------------- |
| 1930     | Elődöntő                | 3.                      | 3                       | 2                       | 0                       | 1                       | 7                       | 7                       |
| 1934     | Nem jutott be           | Nem jutott be           | Nem jutott be           | Nem jutott be           | Nem jutott be           | Nem jutott be           | Nem jutott be           | Nem jutott be           |
| 1938     | Nem jutott be           | Nem jutott be           | Nem jutott be           | Nem jutott be           | Nem jutott be           | Nem jutott be           | Nem jutott be           | Nem jutott be           |
| 1950     | Csoportkör              | 5.                      | 3                       | 2                       | 0                       | 1                       | 7                       | 3                       |
| 1954     | Negyeddöntő             | 7.                      | 3                       | 1                       | 1                       | 1                       | 2                       | 3                       |
| 1958     | Negyeddöntő             | 5.                      | 4                       | 1                       | 2                       | 1                       | 7                       | 7                       |
| 1962     | 4. hely                 | 4.                      | 6                       | 3                       | 0                       | 3                       | 10                      | 7                       |
| 1966     | Nem jutott be           | Nem jutott be           | Nem jutott be           | Nem jutott be           | Nem jutott be           | Nem jutott be           | Nem jutott be           | Nem jutott be           |
| 1970     | Nem jutott be           | Nem jutott be           | Nem jutott be           | Nem jutott be           | Nem jutott be           | Nem jutott be           | Nem jutott be           | Nem jutott be           |
| 1974     | 2. csoportkör           | 7.                      | 6                       | 1                       | 2                       | 3                       | 12                      | 7                       |
| 1978     | Nem jutott be           | Nem jutott be           | Nem jutott be           | Nem jutott be           | Nem jutott be           | Nem jutott be           | Nem jutott be           | Nem jutott be           |
| 1982     | Csoportkör              | 16.                     | 3                       | 1                       | 1                       | 1                       | 2                       | 2                       |
| 1986     | Nem jutott be           | Nem jutott be           | Nem jutott be           | Nem jutott be           | Nem jutott be           | Nem jutott be           | Nem jutott be           | Nem jutott be           |
| 1990     | Negyeddöntő             | 5.                      | 5                       | 3                       | 1                       | 1                       | 8                       | 6                       |
| 1994     | Kizárva a selejtezőkből | Kizárva a selejtezőkből | Kizárva a selejtezőkből | Kizárva a selejtezőkből | Kizárva a selejtezőkből | Kizárva a selejtezőkből | Kizárva a selejtezőkből | Kizárva a selejtezőkből |
| Összesen | Elődöntő                | 8/15                    | 33                      | 14                      | 7                       | 12                      | 55                      | 42                      |

| Év       | Eredmény                                      | Hely                                          | M                                             | Gy                                            | D*                                            | V                                             | Rg                                            | Kg                                            |
| -------- | --------------------------------------------- | --------------------------------------------- | --------------------------------------------- | --------------------------------------------- | --------------------------------------------- | --------------------------------------------- | --------------------------------------------- | --------------------------------------------- |
| 1960     | Döntő                                         | 2.                                            | 2                                             | 1                                             | 0                                             | 1                                             | 6                                             | 6                                             |
| 1964     | Nem jutott be                                 | Nem jutott be                                 | Nem jutott be                                 | Nem jutott be                                 | Nem jutott be                                 | Nem jutott be                                 | Nem jutott be                                 | Nem jutott be                                 |
| 1968     | Döntő                                         | 2.                                            | 3                                             | 1                                             | 1                                             | 1                                             | 2                                             | 3                                             |
| 1972     | Nem jutott be                                 | Nem jutott be                                 | Nem jutott be                                 | Nem jutott be                                 | Nem jutott be                                 | Nem jutott be                                 | Nem jutott be                                 | Nem jutott be                                 |
| 1976     | 4. hely                                       | 4.                                            | 2                                             | 0                                             | 0                                             | 2                                             | 4                                             | 7                                             |
| 1980     | Nem jutott be                                 | Nem jutott be                                 | Nem jutott be                                 | Nem jutott be                                 | Nem jutott be                                 | Nem jutott be                                 | Nem jutott be                                 | Nem jutott be                                 |
| 1984     | Csoportkör                                    | 8.                                            | 3                                             | 0                                             | 0                                             | 3                                             | 2                                             | 10                                            |
| 1988     | Nem jutott be                                 | Nem jutott be                                 | Nem jutott be                                 | Nem jutott be                                 | Nem jutott be                                 | Nem jutott be                                 | Nem jutott be                                 | Nem jutott be                                 |
| 1992     | Bejutott, de kizárták a Délszláv háború miatt | Bejutott, de kizárták a Délszláv háború miatt | Bejutott, de kizárták a Délszláv háború miatt | Bejutott, de kizárták a Délszláv háború miatt | Bejutott, de kizárták a Délszláv háború miatt | Bejutott, de kizárták a Délszláv háború miatt | Bejutott, de kizárták a Délszláv háború miatt | Bejutott, de kizárták a Délszláv háború miatt |
| Összesen | Döntő                                         | 4/9                                           | 10                                            | 2                                             | 1                                             | 7                                             | 14                                            | 26                                            |

#### Olimpiai szereplés
| 1908 | London                           | Nem vett részt                   | Nem vett részt                   | Nem vett részt                   | Nem vett részt                   | Nem vett részt                   | Nem vett részt                   | Nem vett részt                   | Nem vett részt                   |                                  |                                  |
| 1912 | Stockholm                        | Nem vett részt                   | Nem vett részt                   | Nem vett részt                   | Nem vett részt                   | Nem vett részt                   | Nem vett részt                   | Nem vett részt                   | Nem vett részt                   |                                  |                                  |
| 1916 | Elmaradt az I. világháború miatt | Elmaradt az I. világháború miatt | Elmaradt az I. világháború miatt | Elmaradt az I. világháború miatt | Elmaradt az I. világháború miatt | Elmaradt az I. világháború miatt | Elmaradt az I. világháború miatt | Elmaradt az I. világháború miatt | Elmaradt az I. világháború miatt | Elmaradt az I. világháború miatt | Elmaradt az I. világháború miatt |
| 1920 | Antwerpen                        | 1. forduló                       | 9.                               | 2                                | 0                                | 0                                | 2                                | 2                                | 11                               |                                  |                                  |
| 1924 | Párizs                           | 1. forduló                       | 21.                              | 1                                | 0                                | 0                                | 1                                | 0                                | 7                                |                                  |                                  |
| 1928 | Amszterdam                       | 1. forduló                       | 10.                              | 1                                | 0                                | 0                                | 1                                | 1                                | 2                                |                                  |                                  |
| 1932 | Nem volt labdarúgó-torna         | Nem volt labdarúgó-torna         | Nem volt labdarúgó-torna         | Nem volt labdarúgó-torna         | Nem volt labdarúgó-torna         | Nem volt labdarúgó-torna         | Nem volt labdarúgó-torna         | Nem volt labdarúgó-torna         | Nem volt labdarúgó-torna         | Nem volt labdarúgó-torna         | Nem volt labdarúgó-torna         |
| 1936 | Berlin                           | Nem jutott be                    | Nem jutott be                    | Nem jutott be                    | Nem jutott be                    | Nem jutott be                    | Nem jutott be                    | Nem jutott be                    | Nem jutott be                    |                                  |                                  |
| 1940 | Elmaradt a II. világháború miatt | Elmaradt a II. világháború miatt | Elmaradt a II. világháború miatt | Elmaradt a II. világháború miatt | Elmaradt a II. világháború miatt | Elmaradt a II. világháború miatt | Elmaradt a II. világháború miatt | Elmaradt a II. világháború miatt | Elmaradt a II. világháború miatt |                                  |                                  |
| 1944 | Elmaradt a II. világháború miatt | Elmaradt a II. világháború miatt | Elmaradt a II. világháború miatt | Elmaradt a II. világháború miatt | Elmaradt a II. világháború miatt | Elmaradt a II. világháború miatt | Elmaradt a II. világháború miatt | Elmaradt a II. világháború miatt | Elmaradt a II. világháború miatt |                                  |                                  |
| 1948 | London                           | Ezüstérmes                       | 2.                               | 4                                | 3                                | 0                                | 1                                | 13                               | 6                                |                                  |                                  |
| 1952 | Helsinki                         | Ezüstérmes                       | 2.                               | 6                                | 5                                | 0                                | 1                                | 26                               | 13                               |                                  |                                  |
| 1956 | Melbourne                        | Ezüstérmes                       | 2.                               | 3                                | 2                                | 0                                | 1                                | 13                               | 3                                |                                  |                                  |
| 1960 | Róma                             | Aranyérmes                       | 1.                               | 5                                | 3                                | 2                                | 0                                | 17                               | 6                                |                                  |                                  |
| 1964 | Tokió                            | Negyeddöntő                      | 6.                               | 5                                | 2                                | 0                                | 3                                | 14                               | 12                               |                                  |                                  |
| 1968 | Mexikóváros                      | Nem jutott be                    | Nem jutott be                    | Nem jutott be                    | Nem jutott be                    | Nem jutott be                    | Nem jutott be                    | Nem jutott be                    | Nem jutott be                    |                                  |                                  |
| 1972 | München                          | Nem jutott be                    | Nem jutott be                    | Nem jutott be                    | Nem jutott be                    | Nem jutott be                    | Nem jutott be                    | Nem jutott be                    | Nem jutott be                    |                                  |                                  |
| 1976 | Montréal                         | Nem jutott be                    | Nem jutott be                    | Nem jutott be                    | Nem jutott be                    | Nem jutott be                    | Nem jutott be                    | Nem jutott be                    | Nem jutott be                    |                                  |                                  |
| 1980 | Moszkva                          | Elődöntő                         | 4.                               | 6                                | 3                                | 1                                | 2                                | 9                                | 7                                |                                  |                                  |
| 1984 | Los Angeles                      | Bronzérmes                       | 3.                               | 6                                | 5                                | 0                                | 1                                | 16                               | 10                               |                                  |                                  |
| 1988 | Szöul                            | Csoportkör                       | 10.                              | 3                                | 1                                | 0                                | 2                                | 4                                | 4                                |                                  |                                  |

## Mezek a válogatott története során
A jugoszláv labdarúgó-válogatott hagyományos szerelése: kék mez, fehér nadrág és piros sportszár volt. A válogatott beceneve: a plávik (kékek) is innen ered. A váltómez leggyakrabban fehér mezből, fehér nadrágból és fehér sportszárból állt.

### Jugoszláv Királyság
| 1930 |

### Jugoszláv Szocialista SZK
| 1950–1962 | 1974 | 1982 | 1984 | 1990 |

## Legtöbbször pályára lépett játékosok
| #  | Játékos             | Időszak   | Vál. | Gól |
| -- | ------------------- | --------- | ---- | --- |
| 1  | Dragan Džajić       | 1964–1979 | 85   | 23  |
| 2  | Zlatko Vujović      | 1979–1990 | 70   | 25  |
| 3  | Branko Zebec        | 1951–1961 | 65   | 17  |
| 4  | Stjepan Bobek       | 1946–1956 | 63   | 38  |
| 5  | Branko Stanković    | 1946–1956 | 61   | 3   |
| 6  | Faruk Hadžibegić    | 1982–1992 | 61   | 6   |
| 7  | Ivica Horvat        | 1946–1956 | 60   | 0   |
| 8  | Vladimir Beara      | 1950–1959 | 59   | 0   |
| 9  | Rajko Mitić         | 1946–1957 | 59   | 32  |
| 10 | Bernard Vukas       | 1948–1957 | 59   | 22  |
| 11 | Vujadin Boškov      | 1951–1958 | 57   | 0   |
| 12 | Blagoje Marjanović  | 1926–1938 | 57   | 36  |
| 13 | Jovan Aćimović      | 1968–1976 | 55   | 3   |
| 14 | Zlatko Čajkovski    | 1946–1955 | 55   | 7   |
| 15 | Fahrudin Jusufi     | 1959–1967 | 55   | 0   |
| 16 | Mehmed Baždarević   | 1982–1992 | 54   | 4   |
| 17 | Ivica Šurjak        | 1973–1982 | 54   | 10  |
| 18 | Safet Sušić         | 1977–1990 | 54   | 21  |
| 19 | Milorad Arsenijević | 1927–1936 | 52   | 0   |
| 20 | Dragan Holcer       | 1965–1974 | 52   | 0   |
| 21 | Tomislav Crnković   | 1952–1960 | 51   | 0   |
| 22 | Milan Galić         | 1959–1965 | 51   | 37  |
| 23 | Aleksandar Tirnanić | 1929–1940 | 50   | 12  |
| 24 | Vladimir Durković   | 1959–1966 | 50   | 0   |
| 25 | Milutin Šoškić      | 1959–1966 | 50   | 0   |
| 26 | Branko Oblak        | 1970–1977 | 50   | 8   |